# Dominik Hemmer
Dominik Hemmer (* 3. März 1992 in Graz) ist ein österreichischer Musikproduzent, Komponist und Keyboarder.

## Werdegang
Seit dem Matura-Abschluss 2010 arbeitet er als freiberuflicher Musiker, Arrangeur und Betreiber eines Tonstudios. Neben seiner Schul- und Studienzeit war er Keyboarder in Musikgruppen und brachte sich selbst Produktionstechniken und Kenntnisse der Komposition bei. Er absolvierte das Studium "Elektrotechnik-Toningenieur" an der Technischen Universität Graz mit Diplom. Im Jahr 2012 wurde das von ihm und Michael Macher produzierte Latin-Pop-Duo DA Dos Amigos mit dem Europäischen Musikpreis: „Sound Music Award“ in der Kategorie Bester Pop-Newcomer ausgezeichnet.
Hauptsächlich in der Schlagermusik beheimatet, schreibt und produziert er Songs für Künstler des Landes.
2014 hatte er den ersten kommerziellen Top-10-Erfolg in den österreichischen Verkaufscharts mit dem Song Goodbye von Marco Angelini & Leo Aberer, den er mit Aberer produzierte. Die Zusammenarbeit mit Leo Aberer bescherte ihm auch zwei weitere Airplay-Erfolge mit den Songs Everything is Possible und One more night. 2016 folgte der Sprung nach Deutschland, mit der Produktion des Openers Richtung Mond von Mickie Krauses Album Duette. 2021 gewann der von ihm produzierte Rockmusiker George Theodorou den Deutschen Rock- und Pop Preis. Die Zusammenarbeit mit Natalie Holzner führte 2024 zur Nominierung beim Amadeus Austrian Music Award, dem größten österreichischen Musikpreis in der Kategorie "Schlager". 

## Referenzen

### Produzent (Auswahl)
- Leo Aberer
- City Angels mit DJ Nico Provenzano
- Dominik Ofner (Finalist der ORF-Show die große Chance)
- Michelle Luttenberger
- Udo Wenders
- Michael Heck
- Natalie Holzner
- Christian Anders

### Songwriter (Auswahl)
- Die Draufgänger
- Michelle Luttenberger
- Zillertaler Haderlumpen (Sieger Grand Prix der Volksmusik)
- Christian Anders
- Mickie Krause
- Monika Martin
- Natalie Holzner